# Ząbie
Ząbie (niem. Sombien) – wieś w Polsce położona w województwie warmińsko-mazurskim, w powiecie olsztyńskim, w gminie Olsztynek. W latach 1975–1998 miejscowość administracyjnie należała do województwa olsztyńskiego. Wcześniej wieś należała do powiatu ostródzkiego i nidzickiego. 

## Historia
Ząbie są najbardziej wysuniętą na południe wsią na Warmii. Zostały założone 26 stycznia 1374 roku, tuż po ustaleniu z Zakonem krzyżackim południowej granicy warmińskiej w Puszczy Galindzkiej. Powstały jako osada pszczelarska podległa kapitule warmińskiej, gdy dwaj Prusowie, Klaus i Jakub Czamen, zostali tu lokowani na 6 wolnych łanach. W tym samym roku w Ząbiu powstała także karczma.
W czasach warmińskich Ząbie były wsią czynszową kapituły warmińskiej leżącą w komornictwie olsztyńskim. W 1656 w Ząbiu było 12 rolników, a w 1772 (zabór polskiej Warmii przez Prusy) było ich 20. Od 1818 wieś leżała w powiecie olsztyńskim.
W 1905 roku gmina wiejska liczyła 30 domów, w których mieszkało 172 osób. Większość mieszkańców stanowili Warmiacy: było 17 protestantów i 155 katolików. 9 mieszkańców było niemieckojęzycznych, 161 zadeklarowało w spisie język polski, a 2 inny język jako ojczysty.
Mimo tego podczas plebiscytu w 1920 roku wszyscy mieszkańcy wsi zagłosowali za przynależnością do Prus Wschodnich.
W 1945 Ząbie wróciły do Polski. Wraz z wsią Kurki (która znajduje się już na Mazurach) stanowi jedno sołectwo.

## Archeologia
We wsi znajduje się cmentarzysko plemion kultury ceramiki sznurowej, położone przy południowo-wschodnim brzegu jez. Chludek. Związana z tym cmentarzyskiem osada nawodna o powierzchni ponad 3 ha, położona była na dawnej wyspie przy zachodnim brzegu jeziora Łańskie. Ludność ta (Praindoeuropejczycy) przywędrowała pod koniec III tysiąclecia p.n.e. (ok. roku 2000 p.n.e.). Zaczęły powstawać większe osady. Ludność żyła z rybołówstwa i myślistwa, a także hodowli i rolnictwa. Z pewnością zbierano w lesie jagody i grzyby. Relikty kultury ceramiki sznurowej znajdują się również w okolicach Jełgunia (cmentarzysko z kurhanami). Pod koniec epoki kamienia nastąpił regres demograficzny i wyludnienie.

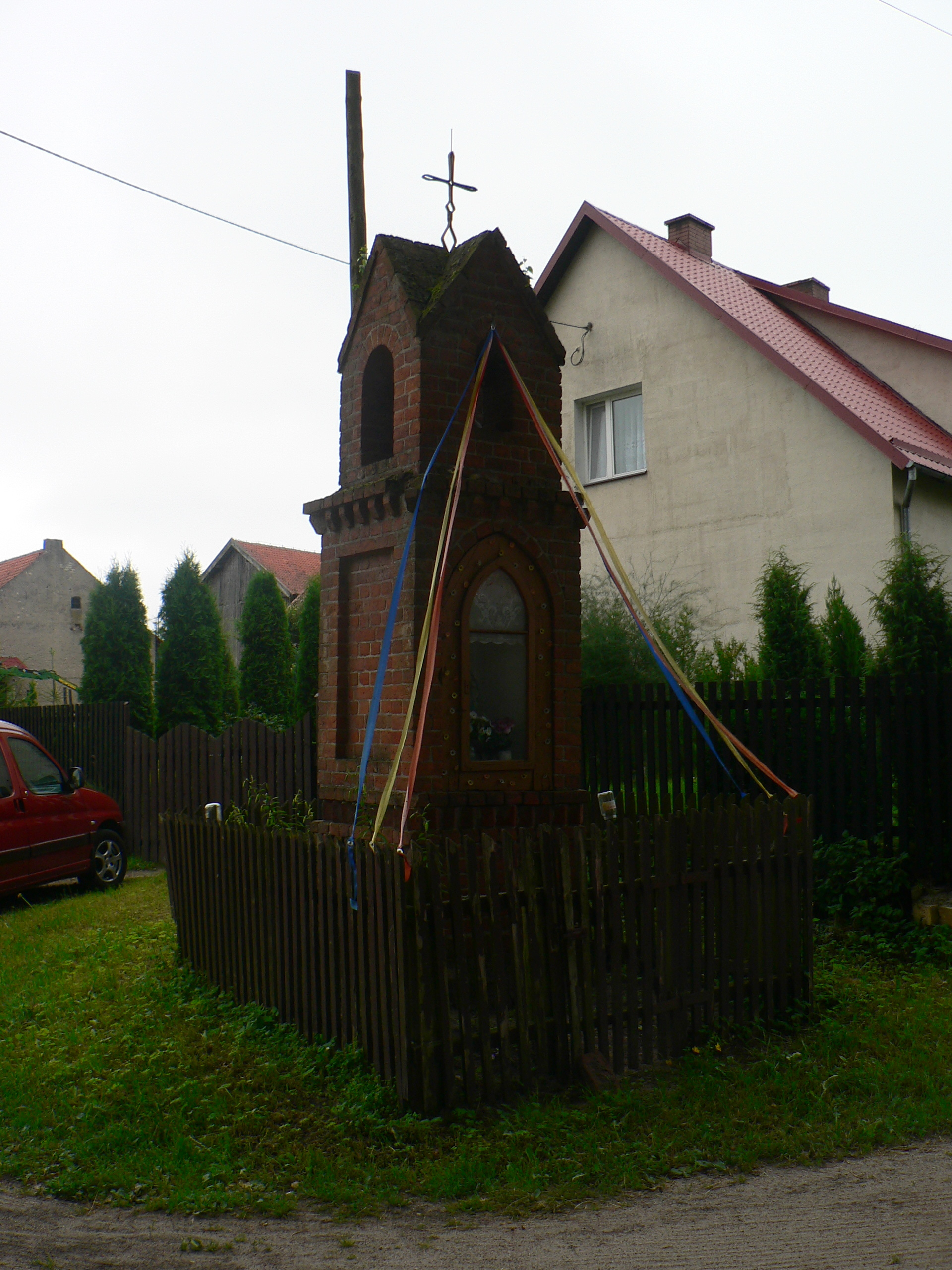
Kapliczka w centrum wsi